# 美洲黄足鹬

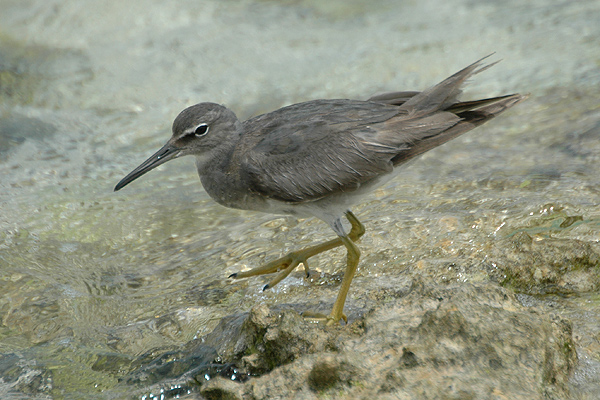
攝於 大堡礁, 澳洲

漂鹬（学名：Tringa incana）又名漂鷸，为鹬科鹬属的鸟类。是一種中等大小的涉水鳥。它在外觀上與密切相關的黃足鷸T. brevipes相似。美洲黄足鹬在鷸屬（Tringa）這一類鳥類中獨樹一幟，擁有無斑的灰色翅膀和背部，並且在繁殖期的羽毛上有一種或多或少延伸到腹部的鱗狀胸部花紋，兩者在此時期也都有一個相當明顯的眉紋。

## 分類
美洲黄足鹬於1789年由德國自然學家約翰·弗里德里希·格梅林在他修訂和擴展的卡爾·林奈的自然系統版本中首次正式描述。他將其歸入Scolopax屬，並創造了雙名Scopolax incana。格梅林的描述基於英國鳥類學家約翰·萊瑟姆於1785年在其著作《鳥類概況》（A General Synopsis of Birds）中描述的“灰色鷸”。萊瑟姆的標本是由自然學家約瑟夫·班克斯提供的。該標本於1777年由威廉·安德森在社會群島的茉莉亞島上採集，當時正值詹姆斯·庫克的第三次航行前往太平洋。美洲黄足鹬被移到由斯賓塞·富勒頓·貝爾德於1858年引入的漂鷸屬（Heteroscelus）。，隨後於2006年基於前一年發表的分子系統發生學研究結果，移至目前的鷸屬（Tringa）。屬名Tringa是意大利自然學家, "烏利塞·阿爾德羅萬迪",於1603年根據古希臘語trungas給予青腳鷸的新拉丁語名稱，該名稱指的是亞里士多德提到的一種白臀、會點頭的鶇大小的涉水鳥。種小名incana來自拉丁語incanus，意為“淺灰色”或“白蒼蒼的”。該物種是單型的，無任何亞種被確認。

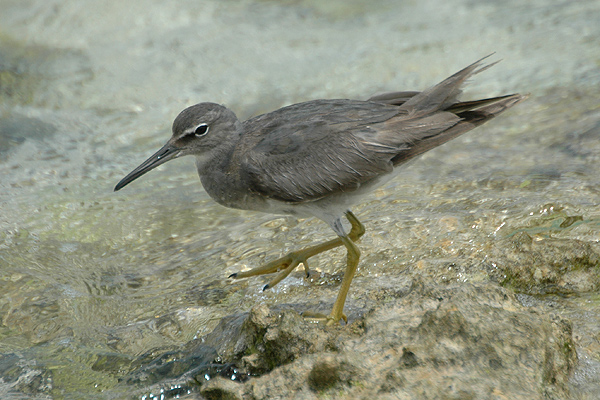
美洲黄足鹬在大堡礁 昆士蘭州，澳洲

## 描述
這些鳥類體型結實，上半身、翼下、臉部和頸部為灰色，腹部為白色。它們有短而深黃的腿，和深灰色的嘴。繁殖期的成鳥在腹部下方有明顯的橫斑。
叫聲是一種快速的、加速的、斷音的顫音，每次呼叫可以包括3到4個音節。

## 分佈與棲地
在夏季，美洲黄足鹬分佈於俄羅斯遠東地區、阿拉斯加、加利福尼亞海岸的部分地區以及加拿大西北部。它們在沿著山間溪流的岩石區域築巢。其他時候，它們則棲息於西南太平洋的岩石島嶼和從加利福尼亞到南美洲乃至澳大利亞的岩石太平洋海岸。
在非繁殖季節，該鳥廣泛分佈於包括台灣的整個太平洋地區，經常尋找海岸線和孤立的島嶼。
该物种的模式产地在太平洋摩丽雅岛（Moorea）和帕默斯顿群岛。

## 行為與生態

### 食物與覓食
它們以水生無脊椎動物為食，如甲殼類動物和海洋蠕蟲。在繁殖季節，它們也會食用昆蟲。在涉水時，它們積極覓食，做出急促的點頭動作。
覓食行為可能包括在短時間內反覆返回同一地點。它們可以被看到在岩石海岸線或防波堤上低飛。

### 繁殖
雌鳥會在淺凹處產下4顆橄欖色的蛋。父母雙方都參與孵卵並幫助餵養幼鳥，幼鳥很快就能夠自行覓食。